# SV Lafnitz
Lo Sportverein Licht-Loidl Lafnitz, conosciuto anche come SV Lafnitz è una squadra di calcio austriaca nel comune stiriano di Lafnitz. La squadra gioca nella seconda divisione del campionato austriaco di calcio, la Erste Liga.

## Storia
Il club, che appartiene alla Federcalcio della Stiria, è stato fondato nel 1964 e ha giocato principalmente nelle classi inferiori della Stiria.
Quando Bernhard Loidl, che in precedenza supportava il club con la sua società Licht Loidl come sponsor, ha assunto la carica di presidente nel 2009, il club ha ottenuto grandi successi sportivi, dotandosi di nuove strutture che hanno avuto un effetto positivo sulle prestazioni sportive. Ciò ha portato il club a scalare le categorie fino ad approdare in Regionalliga, il terzo livello del calcio austriaco, nel 2013.
Allo stesso tempo, nel 2011 e nel 2012, il vecchio e fatiscente campo sportivo è stato trasformato in un nuovo impianto con una nuova club house e una nuova tribuna. Sebbene la comunità abbia solo 1 400 abitanti, la capienza è di circa 2000 spettatori.
In seguito, nella stagione 2017/18 il club ha addirittura guadagnato la promozione in Erste Liga

## Organico

### Rosa 2020-2021
Aggiornata al 29 novembre 2020
| N. |                    | Ruolo | Calciatore          |
| -- | ------------------ | ----- | ------------------- |
| 1  | Austria (bandiera) | P     | Andreas Zingl       |
| 3  | Austria (bandiera) | D     | Daniel Rosenbichler |
| 4  | Austria (bandiera) | D     | Stefan Umjenovic    |
| 7  | Austria (bandiera) | D     | Christoph Gschiel   |
| 9  | Austria (bandiera) | A     | Martin Krienzer     |
| 10 | Austria (bandiera) | A     | Daniel Gremsl       |
| 11 | Austria (bandiera) | A     | Philipp Wendler     |
| 12 | Austria (bandiera) | C     | David Schloffer     |
| 14 | Austria (bandiera) | C     | Mario Kröpfl        |
| 15 | Austria (bandiera) | D     | Georg Grasser       |
| 17 | Austria (bandiera) | D     | Dominik Kirnbauer   |
| 19 | Austria (bandiera) | C     | Bajram Syla         |

| N. |                    | Ruolo | Calciatore        |
| -- | ------------------ | ----- | ----------------- |
| 20 | Austria (bandiera) | C     | Thorsten Schriebl |
| 21 | Austria (bandiera) | P     | Lucas Wabnig      |
| 25 | Austria (bandiera) | C     | Fabian Wohlmuth   |
| 26 | Austria (bandiera) | D     | Martin Rodler     |
| 27 | Austria (bandiera) | C     | Florian Prohart   |
| 30 | Serbia (bandiera)  | D     | Milos Jovicic     |
| 31 | Austria (bandiera) | C     | Philipp Siegl     |
| 33 | Austria (bandiera) | A     | Patrick Bürger    |
| 34 | Austria (bandiera) | D     | Julian Tomka      |
| 40 | Austria (bandiera) | C     | Joshua Steiger    |
| 70 | Austria (bandiera) | C     | Matthias Puschl   |
| 80 | Austria (bandiera) | A     | Christoph Kröpfl  |